# Властивості гірських порід
Власти́вості гірськи́х порі́д — фізичні властивості гірських порід, фізико-технічні властивості гірських порід, технологічні властивості гірських порід, твердість, акустичні властивості гірської породи, пористість, густина, пластичність, крихкість, міцність гірських порід, тривкість, змочуваність, хімічна активність гірських порід, акустична жорсткість гірських порід, водовбирання, а також: геотехнічні властивості гірських порід, гірничотехнічні властивості гірських порід, магнітні властивості гірських порід, електричні властивості гірських порід, газонасиченість гірських порід, анізотропія, гігроскопічність, контактна міцність гірської породи, тріщинуватість гірських порід, окремість гірських порід, розмокання, Форма мінеральних зерен, Фільтраційні властивості гірських порід, Інженерно-геологічні властивості гірських порід. 

## Дослідження фізичних та хімічних властивостей гірських порід і підземних вод
Під час інженерно-геологічних пошуків визначають параметри міцності, пористості, тріщинуватості, водонасиченості та інших фізико-механічних і водно-колекторських характеристик гірських порід. Теоретичні та експериментальні дослідження дозволяють встановлювати зв’язок між цими параметрами і фізичними властивостями порід, визначеними під час геофізичних досліджень.
Статистичні методи визначення модуля пружності в масиві, що ґрунтуються на безпосередньому вимірюванні величини деформації під дією штучно створених навантажень, дуже громіздкі і дозволяють одержати значення модуля лише в окремих точках. Сейсморозвідка дає можливість визначити швидкість поздовжніх і поперечних хвиль, а знаючи щільність порід, розраховувати значення динамічного модуля пружності та коефіцієнта Пуассона. 